# Apatochernes obrieni
Apatochernes obrieni är en spindeldjursart som beskrevs av Beier 1966. Apatochernes obrieni ingår i släktet Apatochernes och familjen blindklokrypare. Inga underarter finns listade i Catalogue of Life.